# Bidingen
Bidingen é um município da Alemanha, situado no distrito da Algóvia Oriental, no estado da Baviera. Tem 36,33 km² de área, e sua população em 2019 foi estimada em 1 786 habitantes.